# Spiralix corsica
Spiralix corsica е вид коремоного от семейство Moitessieriidae. Видът е световно застрашен, със статут Уязвим.

## Разпространение
Видът е ендемичен за Франция.